# Gulli
Gulli es un canal de televisión francés dedicado a la infancia y juventud, que puede verse en Francia a través de la TDT Francesa, propiedad del Groupe M6. Comenzó como una joint venture entre la empresa privada Lagardère Active y la empresa pública France Télévisions (hasta 2015 cuando le cedió su 34% a Lagardère Active). En 2019, el canal fue comprado por el Groupe M6 por 215 millones de euros.

## Historia
El canal nació en 2005 tras un acuerdo entre Lagardère y France Télévisions, en el que el grupo audiovisual privado aportaría series y contenidos de su canal infantil Canal J y la empresa pública aportaría programas de producción propia y series. El proyecto en un principio se llamó Gulliver, aunque posteriormente se abrevió a Gulli, nombre que mantiene desde su nacimiento el 18 de noviembre de 2005.

## Programación
Gulli está dedicado a un público infantil y juvenil. La mayor parte de su programación está dedicada a los niños con series de animación infantil y programas propios, mientras que el prime time y resto de la franja nocturna está dedicada a programas juveniles como series o concursos.
La mayoría de las series infantiles son de producción francesa y europea, mientras que las series juveniles suelen ser estadounidenses.

### Series infantiles
- Bob Esponja
- Calimero
- Érase una vez... el hombre
- Fraggle Rock
- Inspector Gadget
- Jelly Jamm
- Johnny Test
- Marcelino, pan y vino
- Oggy y las cucarachas
- Pokémon
- Yu-Gi-Oh!
- Yo-Kai Watch
- Yo Gabba Gabba!
- Mermaid Melody Pichi Pichi Pitch
- Mermaid Melody Pichi Pichi Pitch Pure
- Winx Club
- Hubert y Takako
- Robotboy
- Los Padrinos Mágicos
- Dinofroz
- The Loud House

### Series juveniles
- Hombre lobo en el Campus
- Las chicas Gilmore
- Sabrina, cosas de brujas
- Salvados por la campana
- Chica Vampiro
- Yo soy Franky
- Kally's Mashup

## Identidad visual

### Logotipos

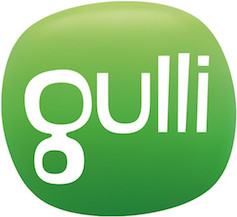
Logotipo utilizado desde enero 2017.

### Eslóganes
- Noviembre de 2005: «Gulli, la chaîne des enfants sur la TNT»
- Abril de 2008: «Gardez le contact»
- Abril de 2010: «Gulli remue toute la famille»
- Abril de 2013: «Gulli. Bienvenue dans la familli»
- Enero de 2015: «Avec Gulli, colore ta vie»
- Enero de 2017: «Bienvenue dans la génération 3.0»

## Organización

### Dirigentes
Director delegado en Francia y Internacional:
- Caroline Cochaux

Director delegado adjunto de Francia y Internacional:
- Julien Figue

Director de Programas y de Emisión:
- Caroline Mestik

Director adjunto de Diversificación y Distribución:
- Jean-René Aucouturier

Director de Comunicación y de Promoción:
- Agnès Busidan

Responsable de Programación:
- Mara Bernard

Responsable de Estudios:
- Anne Vaglio

Responsable de Prensa:
- Émilie Lebarbier

Director Financiero:
- Eric Delapille

Director de Recursos Humanos:
- Véronique Robert

### Capital
Gulli es un canal de televisión orientado a los jóvenes. Dispone de un capital de 16,1 millones de € y es una filial del grupo audiovisual Lagardère Active con un 100 % del su capital.

## Audiencias
|      | Enero | Febrero | Marzo | Abril | Mayo  | Junio | Julio | Agosto | Septiembre | Octubre | Noviembre | Diciembre | Media anual |
| ---- | ----- | ------- | ----- | ----- | ----- | ----- | ----- | ------ | ---------- | ------- | --------- | --------- | ----------- |
| 2006 |       |         |       |       |       |       | 0,5 % | 0,5 %  | 0,6 %      | 0,6 %   | 0,6 %     | 0,6 %     | 0,6 %       |
| 2007 | 0,6 % | 0,6 %   | 0,6 % | 0,7 % | 0,7 % | 0,8 % | 0,8 % | 0,9 %  | 0,9 %      | 0,8 %   | 1,0 %     | 1,1 %     | 0,8 %       |
| 2008 | 1,2 % | 0,6 %   | 1,6 % | 1,4 % | 1,5 % | 1,2 % | 1,8 % | 1,7 %  | 1,6 %      | 1,6 %   | 1,5 %     | 1,7 %     | 1,5 %       |
| 2009 | 1,8 % | 1,9 %   | 1,7 % | 1,7 % | 1,7 % | 1,6 % | 1,7 % | 1,9 %  | 1,6 %      | 1,7 %   | 1,7 %     | 1,9 %     | 1,8 %       |
| 2010 | 1,8 % | 2,1 %   | 2,1 % | 2,2 % | 2,3 % | 2,1 % | 2,7 % | 2,6 %  | 2,2 %      | 2,1 %   | 2,0 %     | 1,9 %     | 2,2 %       |
| 2011 | 2,0 % | 2,2 %   | 2,1 % | 2,1 % | 2,0 % | 2,1 % | 2,3 % | 2,3 %  | 2,1 %      | 2,1 %   | 2,0 %     | 1,9 %     | 2,1 %       |
| 2012 | 1,8 % | 2,0 %   | 1,8 % | 2,1 % | 1,8 % | 1,7 % | 2,0 % | 2,1 %  | 2,0 %      | 1,9 %   | 1,9 %     | 1,6 %     | 1,9 %       |
| 2013 | 1,6 % | 1,7 %   | 1,5 % | 1,5 % | 1,6 % | 1,5 % | 1,9 % | 2,0 %  | 1,8 %      | 1,9 %   | 1,6 %     | 1,9 %     | 1,7 %       |
| 2014 | 1,8 % | 2,0 %   | 2,0 % | 1,7 % | 1,7 % | 1,5 % | 1,8 % | 2,0 %  | 1,6 %      | 1,8 %   | 1,5 %     | 1,5 %     | 1,8 %       |
| 2015 | 1,5 % | 1,7 %   | 1,6 % | 1,5 % | 1,6 % | 1,5 % | 1,9 % | 1,8 %  | 1,7 %      | 1,8 %   | 1,5 %     | 1,7 %     | 1,6 %       |
| 2016 | 1,7 % | 1,7 %   | 1,5 % | 1,5 % | 1,4 % |       |       |        |            |         |           |           | 1,6 %       |

Fuente : Médiamétrie 
Leyenda :

Fondo verde : Mejor resultado histórico.

Fondo rojo : Peor resultado histórico.